# Vasile Iovu
Vasile Iovu (n. 31 iulie 1950, Bardar, raionul Ialoveni, RSS Moldovenească, URSS) este un naist din Republica Moldova.

## Biografie
S-a născut la 24 iulie 1950 la Bardar, în familia Mariei si a lui Gavril Iovu. La vârsta de 10 ani, Vasile studiază flautul la liceul "Ciprian Porumbescu", iar intre anii 1967-1971 e student la Academia de muzica "Gavriil Musicescu" din Chișinău, clasa de flaut si dirijat de orchestră.
Naiul îl ia in mâini din îndemnul inimii. Decisivă pentru adevărata carieră artistică a fost întîlnirea sa cu Gheorghe Zamfir (Vilnius, 1971), care l-a indrumat și l-a binecuvîntat întru cucerirea inălțimilor muzicii românesti.
Astfel, Vasile Iovu devine primul naist profesionist din stânga Prutului si primul profesor in clasa de nai a Academiei de muzică, autorul primei "Metode de nai" destinate invațamîntului muzical mediu si universitar. Astăzi aria preocupărilor repertoriale, stilistice si de gen ale interpretului este foarte extinsă: muzica populară, simfonica, de cameră, ușoara.
Beneficiind de inalta considerație a melomanilor, Vasile Iovu a concertat, in diverse componente, pe toate continentele, fiind aplaudat in SUA, Anglia, Elveția, Franța, India, Australia, Japonia, Germania, China si multe alte țări. Acasă meritele legendei naiului basarabean Vasile Iovu sunt apreciate cu titlul de Artist al Poporului, Profesor Universitar, Premiul National si cea mai înalt distincție de stat " Ordinul Republicii". Înzestrat cu o sensibilitate deosebită, având alese studii muzicale, artistul și-a insușit o tehnică uimitoare, care-i permite să scoată in evidență intreaga gamă de sonoritați ale acestui străvechi instrument.